# 바라타 칸다

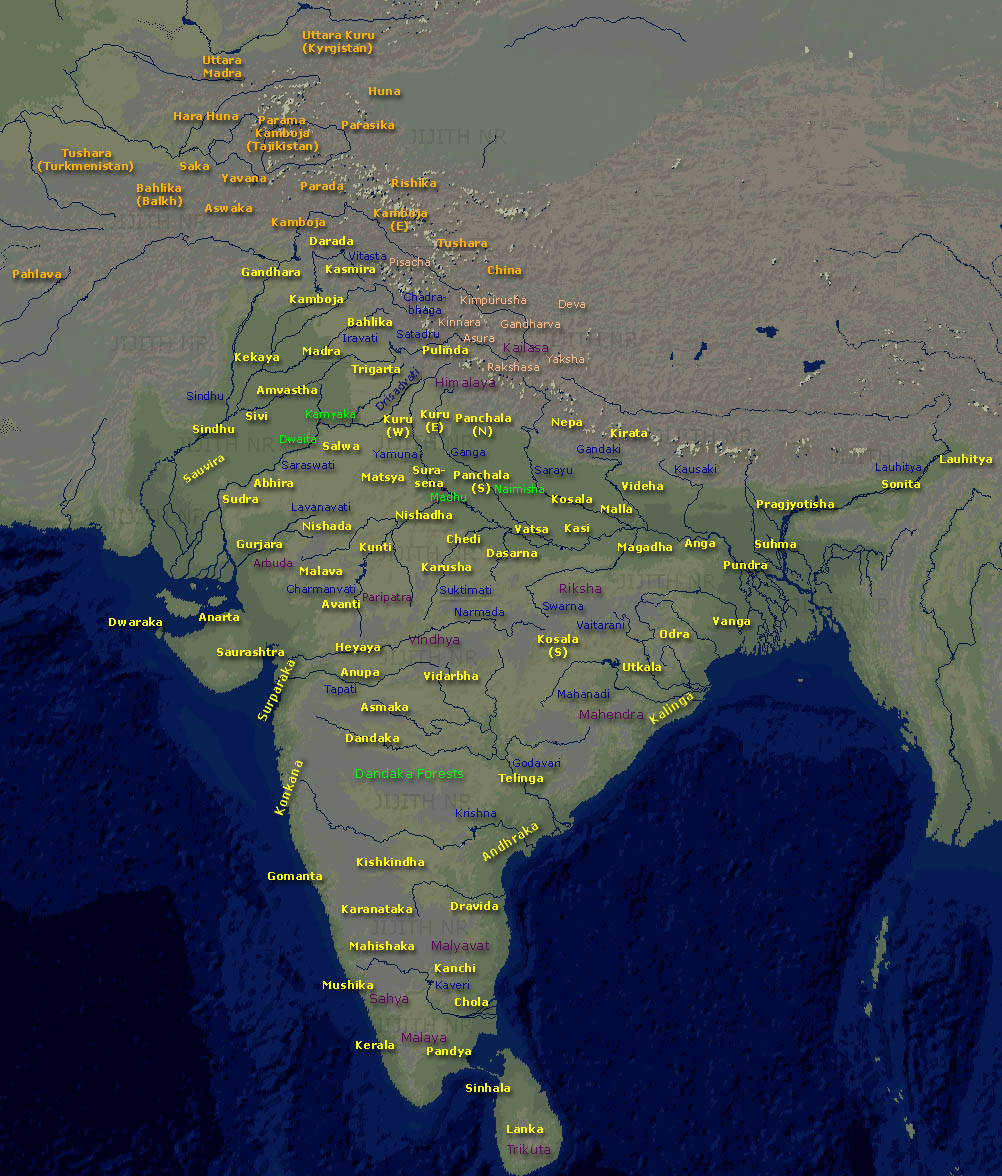
인도 서사시 또는 바라타 칸다에 언급된 자나파다의 위치를 보여주는 지도.

바라타 칸다(산스크리트어: भरत खण्ड)는 베다, 마하바라타, 라마야나, 푸라나 등의 힌두교 경전에서 인도 아대륙을 일컫는 단어이다. 산스크리트 서사시의 역사적 맥락은 베다 시대 (c. 1700-600 BCE), 십육대국 (c. 600s BCE), 이후 마우리아 제국 (c. 300s BCE) 및 굽타 제국 (c. 300s CE)의 형성과 고전 산스크리트 문학의 "황금 시대"의 시작 등이 있다.

힌두교 경전에서 바라타 칸다는 인간들이 거주 가능한 땅이자 작가들이 경험한 알려진 땅이다.

## 어원
바라타 칸다라는 이름은 인도의 전설적인 황제 바라타의 이름을 따서 명명되었으며 전기 베다 시대(c. 1750-1100 BCE)에 처음 사용되었다.

## 같이 보기
- 바라타바르샤
- 아베스탄 지리